# 上尾伊奈斎場つつじ苑
上尾伊奈斎場つつじ苑（あげおいなさいじょうつつじえん）は、埼玉県上尾市瓦葺にある公営斎場。

## 概要
上尾市が運営する火葬場である。伊奈町は、火葬場の業務を上尾市に委託している。原市沼川と綾瀬川合流点付近に所在し、近隣には瓦葺ふれあい広場や上尾市立瓦葺中学校がある。指定管理者は公益財団法人上尾市地域振興公社。
火葬炉は6基（再燃焼炉付台車式寝棺炉）、小動物炉は1基ある。

## 沿革
当施設が出来る前は大宮市や浦和市の火葬場を利用していた。利用の際は市から補助金が支払われていた。
- 2003年（平成15年）
  - 10月 - 竣工。名称は市民からの公募による。
  - 11月 - 供用開始[2]。